# Hans-Jürgen Ripp
Hans-Jürgen Ripp (Hamburg, 24 juni 1946 - 4 juli 2021) was een Duits voetbalspeler. Hij speelde als verdediger bij SC Vorwärts-Wacker 04, Hamburger SV en Lüneburger SK. 

## Carrière
In augustus 2017 was hij de speler met de vierde meeste Bundesliga-optredens zonder een doelpunt te scoren.
Ripp werd geboren in Niendorf, Hamburg. Zijn vader liet hem kennismaken met het jeugdvoetbal van Hamburger SV. Tijdens bij de jeugdteams kreeg  hij de bijnaam Ditschi. Toen hij 18 jaar oud was trouwde hij met Bärbel. Hij kreeg twee dochters.
Na zijn voetbalcarrière werkte hij in de verzekeringssector. 

## Erelijst
- Europacup 2 : 1976/77
- Bundesliga : 1978/79
- DFB-Pokal : 1975/76

## Zie Ook
- Lijst van spelers van Hamburger SV